# Jeanette von Breda
Jeanette von Breda, född 1761 i London, död 1842, var en svensk översättare och debattör. I en skrift från 1811 argumenterar hon för kvinnans rätt till utbildning.
Greta Hjelm-Milczyn skriver om von Breda i verket Gud nåde alla fattiga översättare från 1996, tillsammans med Sophie Leijonhufvud, Catharina Ahlgren, Sophie Gyllenborg, Wendela Hebbe, Mathilda Langlet och Thora Hammarsköld.

### Översättningar
- 1809-1810: Skogen Hohenelbe, översatt från engelskan, verk av Sarah Sheriffe.[7]
- 1811: Clara och Valmore eller La Rochelle's belägring, översatt från franskan, verk av Félicité de Genlis.[8]
- 1813: Batilde eller Kärlekens hjeltemod, översatt från franskan, verk av François Thomas Marie de Baculard d'Arnaud.[9]
- 1813: Hjerter dame. En novelle, översatt från danskan, verk av Laurids Kruse.[10]
- 1813: Skenet bedrager, översatt från danskan, verk av Knud Lyne Rahbek.[11]
- 1814: Hon har sjelf fällt sin dom. Moralisk saga.[12]
- 1816: En vinter i London, översatt från engelskan, verket A Winter in London av Thomas Skinner Surr.[13]
- 1816: Franziska och Ænneli, översatt från tyskan, verk av Charlotte von Ahlefeld.[14]
- 1818: Dalen Battuécas, översatt från franskan, verk av Félicité de Genlis.[15]
- 1818: Strandrören vid Tibern, översatt från franskan, verk av Félicité de Genlis.[16]
- 1818: Zuma, eller Upptäckten af kina-barken, översatt från franskan, verk av Félicité de Genlis.[17]
- 1830: Ernestine. Den oberoende och dess förmyndare, älskare och vänner, översatt från franskan, verk av Élisabeth Guénard.[18]

### Skrifter
- Betraktelser öfver Qvinnan och dess bestämmelse, 1811. Tillgänglig online.